# Octavio Ortiz Arrieta
Octavio Ortiz Arrieta (19 de abril de 1879 – 1 de marzo de 1958) fue un sacerdote peruano miembro de la congregación salesiana que ocupó el cargo de Obispo de Chachapoyas desde 1921 hasta su muerte. Arrieta estudió para convertirse en carpintero en la Escuela Elemental de Artes y Oficios pero decidió convertirse en sacerdote ordenándose en 1902. Sirvió en diversas casas salesianas durante la siguiente década hasta que el papa Benedicto XV lo nombró obispo a fines de 1921. Viajó por toda su diócesis para conocer a sus habitantes y lanzó diversidad de iniciativas pastorales con la finalidad de expandir el catolicismo en la zona.
El 12 de noviembre de 1990 se inició la causa para la canonización de Monseñor Ortiz bajo el papado de Juan Pablo II y fue declarado como Siervo de Dios. La causa culminó en el 2017 cuando el papa Francisco confirmó sus "virtudes heroicas" y lo declaró "Venerable".

## Biografía
Octavio Ortiz Arrieta nació el 19 de abril de 1879 en Lima siendo el octavo de los nueve hijos de Manuel Arrieta y Benigna Coya.
Estudio carpintería con los salesianos desde diciembre de 1893 pero decidió al poco tiempo convertirse en sacerdote. Se unió a la congregación salesiana para el noviciado el 24 de mayo de 1898 en el Callao y se ordenó en 1902 de la mano de Paolo Albera convirtiéndose en el primer sacerdote salesiano nacido en el Perú. Arrieta fue enviado a fundar una escuela en Piura en 1906.
Fue director de la casa salesiana de Piura entre 1911 a 1915 y allá fundó la revista "La Campanilla". Luego fue director del Colegio Salesiano de Cusco entre 1915 a 1920 y en El Callao entre 1920 y 1921. El 21 de noviembre de 1921, el papa Benedicto XV lo nombró obispo recibiendo la consagración el 11 de junio de 1922. Viajó durante un mes desde Lima hasta su sede a donde llegó en el mes de diciembre de 1922. Declinó dos veces ser trasladado a la Arquidiócesis de Lima porque prefirió mantenerse cerca de la gente de Chachapoyas que lo respetaba. El nuncio apostólico del papa Pio XII le ofreció la mudanza pero Ortiz respondió que estaba "casado" con su sede.
Su salud comenzó a declinar en los años 1950 y murió el 1 de marzo de 1958 luego de haber sufrido una operación. Fue enterrado en la catedral de Chachapoyas.

## Causas de beatificación
La causa por su beatificación se abrió el 12 de noviembre de 1990 bajo el papado de Juan Pablo II luego de que la Congregación para las Causas de los Santos lo nombrara Siervo de Dios tras emitir el "nihil obstat". La fase diocesana de la beatificación tuvo lugar en Chachapoyas entre el 8 de julio de 1992 hasta el 22 de diciembre de 2001 luego de lo cual toda la documentación fue enviada a la C.C.S. la cual valió el proceso el 3 de octubre de 2003. El dossier enviado fue aprobado el 19 de febrero del 2015 y tras ello, el 27 de febrero del 2017, el papa Francisco le otorgó el título de Venerable tras confirmar que el fallecido obispo había llevado una vida de "virtudes heroicas".
El actual postulador de esta causa es el sacerdote salesiano Pierluigi Cameroni.